# Vickers K
«Віккерс» K (англ. Vickers K), також «Віккерс» G.O. (англ. Vickers G.O.) — британський авіаційний кулемет, розроблений англійською компанією Vickers-Armstrongs Ltd на основі ручного кулемета Vickers–Berthier, прийнятого на озброєння армії Британської Індії в 1932 році. «Віккерс» K здобув широкого застосування за часів Другої світової війни, як турельний авіаційний кулемет, так і як ручний кулемет піхоти, в особливості британських командос.

## Опис
Кулемет, що розроблявся на основі Vickers–Berthier, виявився неймовірно легким, надійним, дешевим, простим у збірці і розбиранні (розібрати кулемет міг сам авіаційний стрілець прямо в небі). До того ж він мав добрі ТТХ. Автоматика працювала на газовідводі з довгим ходом розташованого під стволом газового поршня; стрільба велась з відкритого затвора, лише автоматичним вогнем з швидкострільністю 950-1 200 постр./хвилину, більше ніж один з найкращих кулеметів в історії — німецький MG-34. Охолодження ствола — повітряне.

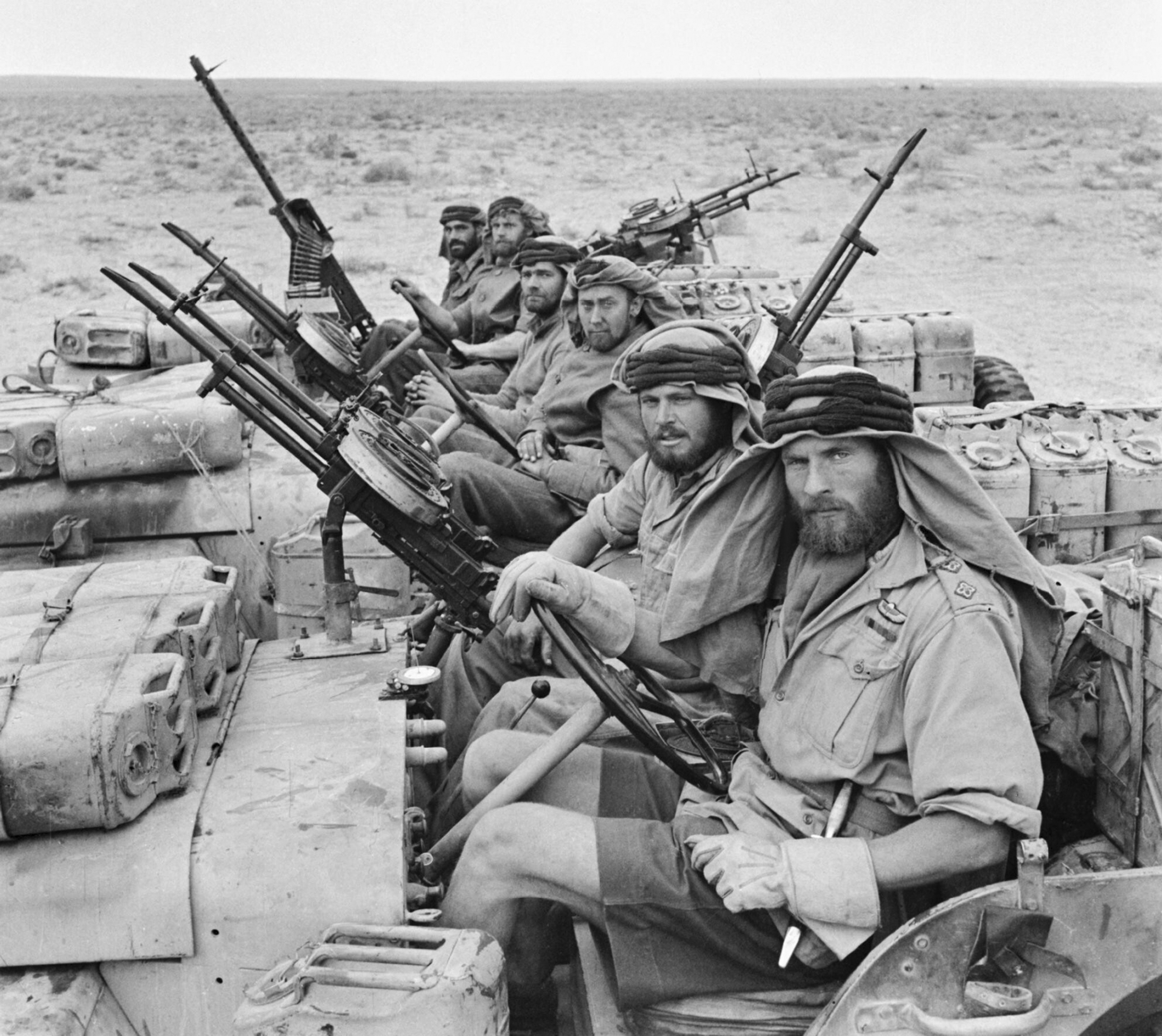
Група пустельної глибинної розвідки Британського SAS, що повернувся з бойового рейду. На борту всюдиходів Jeep спарені та поодинокі кулемети «Віккерс» K. Командос озброєні бойовими кинджалами Фейрберна-Сайкса. Північна Африка. 18 січня 1943

Боєкомплект кулемету становив від 576 до 2500 набоїв, які розміщувалися в дискових магазинах на 97 набоїв. Була вжита спроба модифікувати Vickers K під магазини на 600 патронів, але вона опинилась занадто великою і від неї відмовилися.

## Історія
У 1934 році авіаційна кулемети Vickers G.O. були прийняті на озброєння літаків Королівських повітряних сил Британії і відразу було розгорнуто їхній масовий випуск. Кулеметами Vickers K оснащувались легкі та середні бомбардувальники типу Fairey Battle, Handley Page Hampden, Bristol Blenheim, Armstrong Whitworth Whitley і Fairey Battle. У морській авіації Королівського флоту їм озброювались торпедоносці Fairey Swordfish, Fairey Albacore і Fairey Barracuda.
Але, вже після битви за Британію 1940 року ці кулемети були визнані застарілими, і у частинах військової авіації почалася їхня поступова заміна на авіаційні кулемети системи «Браунінга» з стрічковим живленням набоями.
З середини війни добре збережені екземпляри кулеметів «Віккерс» VGO, зняті з літаків, почали передавати в наземні підрозділи Повітряних сил для охорони аеродромів, де їх, як правило, встановлювали на різні імпровізовані зенітні станки. Однак найбільшу популярність кулемети Vickers G.O. здобули в руках щойно створених підрозділах SAS — Спеціальної повітряної служби. Бійці SAS виявили, що швидкострільні і надійні кулемети Vickers G.O. є відмінною зброєю для застосування з легких всюдиходів — джипів, що використовувалися в рейдах проти німців та італійців згідно з прийнятої в командос тактикою «вдар і тікай». Приблизно в 1943 році з'явився і спеціальний «піхотний» варіант цього кулемета — Vickers G.O. No.2 Mk.1 «Land service».
Але після закінчення Другої світової війни цей кулемет був знятий з озброєння і більш у бойових діях не застосовувався.